# Slaget vid el-Alamein
Slaget vid el-Alamein, eller mer korrekt andra slaget vid el-Alamein, utkämpat mellan den 23 oktober och den 4 november 1942, var en viktig vändpunkt i Ökenkriget under andra världskriget. Sedan första slaget vid el-Alamein hade stoppat den tyska framryckningen mot Suezkanalen tog general Bernard Montgomery över befälet från Claude Auchinleck över det brittiska samväldets åttonde armé. Den allierade segern innebar att krigslyckan i det nordafrikanska ökenkriget vände. 
El Alamein (العلمين) är ett järnvägssamhälle i Egypten, vid Medelhavets kust, cirka 100 km väster om Alexandria.

## Bakgrund
I juli 1942 hade den tyska Afrikakåren under general Erwin Rommel trängt djupt in i Egypten och hotade det brittiska samväldets viktiga underhållslinje genom Suezkanalen. Rommel, som led av uttänjda underhållslinjer och brist på förstärkningar, var väl medveten om de massiva allierade förstärkningar som anlände och bestämde sig för att anfalla innan motståndarens uppladdning var klar. Anfallet, slaget vid Alam Halfa 30 augusti, misslyckades och, eftersom han förväntade sig ett motanfall från den brittiska armén, valde Rommel att låta sina styrkor gräva ner sig och hålla ställningarna. Efter ytterligare sex veckors förberedelser var den åttonde armén klar för strid. 200 000 man och 1 000 stridsvagnar gick till anfall mot Afrikakårens 100 000 man och 500 stridsvagnar.

## Den allierade planen
Med Operation Lightfoot hoppades Montgomery kunna skapa två korridorer genom de tyska minfälten i norr vilket skulle göra det möjligt för de brittiska pansardivisionerna att besegra de tyska pansarstridskrafterna. Avledningsmanövrer i söder skulle hindra de övriga tyska trupperna från att ta sig norrut. Montgomery förväntade sig en tolvdagars kampanj i tre etapper: the break-in ("inbrytningen" ), the dog-fight ("slagsmålet") och the final break of the enemy ("det avslutande krossandet av fienden").
För att dölja både vid vilken tidpunkt anfallet skulle inledas och var det skulle sättas in, genomförde samväldets styrkor en rad avledningsmanövrer månaderna innan slaget för att förvirra axelmakternas stridsledning. Operationerna gick under kodnamnet "Operation Bertram". En falsk oljeledning byggdes i etapper för att lura fienden att anfallet skulle ske betydligt senare och längre söderut än planerat. Dessutom byggde man pansarvagnsattrapper i plywood som placerades på jeepar grupperade i söder samtidigt som de verkliga stridsvagnar i norr maskerades som lastbilar.
Axelmakternas trupper hade grävt ned sig längs med två linjer, som de allierade benämnde Oxalic Line och Pierson Line, och placerat ut omkring en halv miljon minor, i första hand stridsvagnsminor, på ett område som de allierade kallade Devil's Garden ("Djävulens trädgård").

## Slaget
Slaget vid el-Alamein brukar delas upp i fem faser: the break-in ("Inbrytningen") 23-24 oktober, the crumbling ("söndersmulningen") 24-25 oktober, the counter ("motanfallet") 26-28 oktober, Operation Supercharge ("Operation Överladdningen") 1-2 november och the break out ("utbrytningen"). Perioden 29-30 oktober brukar inte namnges. Polacker från general Wladyslaw Anders armé deltog förmodligen i slaget.

### Fas 1:The Break-in

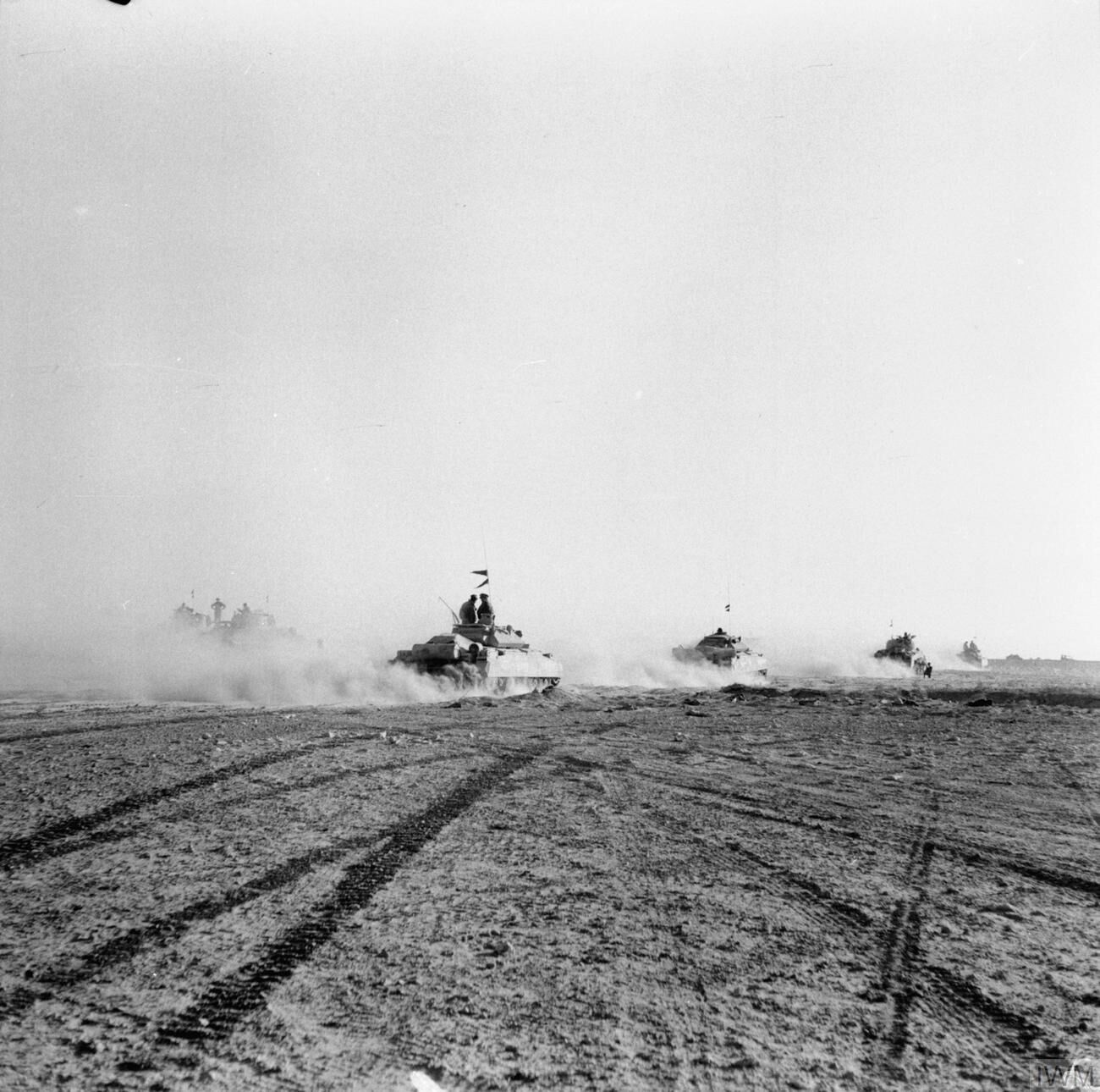
Brittiska stridsvagnar ger sig in i strid sedan det tyska minfältet öppnats.

En lugn och klar kväll under en fullmånes ljusa himmel, började Operation Lightfoot med att 882 fältkanoner och medelstora kanoner inledde en spärreld som inte avslutades förrän fem och en halv timme senare, då varje kanon avfyrat omkring 600 granater. Under samma tidsintervall släpptes 125 ton bomber på fiendens artilleripositioner. Enligt ett vittnesmål gjorde det öronbedövande larmet att artilleristernas öron blödde. Namnet "Operation Lightfoot" var inte godtycklig valt: anfallet inleddes av infanteriet och eftersom soldaterna var för lätta för att utlösa stridsvagnsminorna kunde de springa genom "Djävulens trädgård".  Bakom dem röjde ingenjörstrupper vägen för de efterföljande stridsvagnarna. Varje korridor måste göras 8 m bred för att stridsvagnarna skulle kunna passera i en kolonn. Ingenjörstrupperna måste röja en 8 km djup sektion genom minfältet, en enorm uppgift som i princip misslyckades på grund av minfältets djup.
De allierades plan var att låta den 13:e kåren genom ett skenanfall i söder där uppehålla två axel-allierade pansardivisioner, 21:a tyska pansardivisionen och Arietedivisionen, samtidigt som den 30:e kåren i norr skulle skapa den smala vägen genom de tyska minfältet som den bepansrade 10:e kåren behövde. Klockan 10 på kvällen satte sig den 30:e kåren i rörelse. Målet var en tänkt linje i öknen där fiendens försvar var som starkast. Så fort infanteriet nått det första minfältet påbörjade minröjarna sitt arbete. Klockan 2 på natten satte sig till slut den första av de 500 stridsvagnarna i rörelse och klockan 4 hade den nått minfälten. Där rörde stridsvagnarna upp så mycket damm att sikten snart blev obefintlig och när sedan motorerna började krångla uppstod trafikstockningar i öknen. Hela kolonner kom vilse då deras ledarvagn kommit ur kurs. Enheterna befann sig sällan där de trodde, då man trodde sig ha tagit sig in i det andra minfältet var man i praktiken fortfarande kvar i det första.

### Fas 2:The Crumbling
Lördagen den 24 oktober var en katastrof för den tyska stridsledningen. Den allierade spärrelden hade brutit de tyska kommunikationerna samtidigt som Strumme, som förde befälet medan Rommel befann sig i Tyskland, fick en hjärtattack. Ledningen övertogs temporärt av general von Thoma. Under tiden hade den 30:e kåren bara lyckats ta sig genom de första minfälten, vilket var otillräckligt för att den 10:e kåren skulle kunna ta sig igenom. Därför fortsatte det brittiska flygvapnet att bestryka de tyska positionerna hela dagen och gjorde totalt över 1 000 flygningar,
Direkt efter soluppgången anföll tyska pansarvagnar den 51:a Highlandsdivisionen. Klockan 4 på eftermiddagen hade dock lite uppnåtts. Vid skymning, med solen i ryggen, gjorde den 15:e tyska pansardivisionen och den italienska Littoriodivisionen ett utfall från Ruweisat-åsen (Kidney Ridge) mot australiensarna vilket blev det första pansarslaget vid el-Alamein. Över 100 axel-allierade stridsvagnar var engagerade i striden och vid mörkrets inbrott hade hälften förstörts utan att ett avgörande uppnåtts. Samtidigt som australiensarna slogs mot den tyska 15:e pansardivisionen, inledde Highlandsdivisionen på deras vänstra sida den första konfrontationen mellan pansar och infanteri i slaget. Sammandrabbningen varade i två dagar och ledde till svåra förluster, men när den var över hade britterna intagit Kidney Ridge.
Dag 2: Söndag 25 oktober 1942
På söndagen hade den inledande framstöten mattats av. Båda sidorna hade slagits oavbrutet i två dagar. Britterna hade avancerat västerut genom minfälten och skapat en 10 km bred och 8 km djup utbuktning och intagit Miteriya Ridge i sydväst. Samtidigt var axelmakternas trupper fortfarande förskansade vid sina ursprungliga positioner och slaget hade därmed nått ett dödläge. Montgomery beslöt därför att avsluta striderna i söder och evakuera Miteriya för att istället göra en framstöt mot havet i norr. Striden skulle koncentreras vid Kidney och Tell al-Eissa till dess ett avgörande uppnåtts, ett mål som visade sig kräva sju fruktansvärda dygn. Tidigt på morgonen genomförde 15:e pansar- och Littoriodivisionerna en serie anfall för att hitta en svag punkt hos motståndaren, utan att finna någon. Vid solnedgången anföll det brittiska infanteriet och kring midnatt inledde den 15:e divisionen på nytt tre framstötar. Men vid den tidpunkten var alla fullständigt desorienterade och tumultet som följde blev ett blodbad som kostade åtminstone 500 brittiska soldater livet och lämnade de anfallande styrkorna ensamma med endast en officer. 
Medan Highlandsdivisionen slogs kring the Kidney anföll australiensarna Point 29, en drygt sex meter hög artilleriobservationspost sydväst om Tell al-Essa. Detta var den nordliga framstöt som Montgomery planerat tidigare samma dag och kom att bli det avsnitt där följande dagars intensiva strider skulle äga rum. Den 26:e australiska brigaden anföll vid midnatt. Flygvapnet släppte 115 ton bomber och britterna intog posteringen och tog 240 fångar. Striderna fortsatte dock i sektionen under veckan som följde då tyskarna försökte återta den lilla kullen som var så vital för deras försvar.

### Fas 3:The Counter
Dag 3: Måndag den 26 oktober 1942

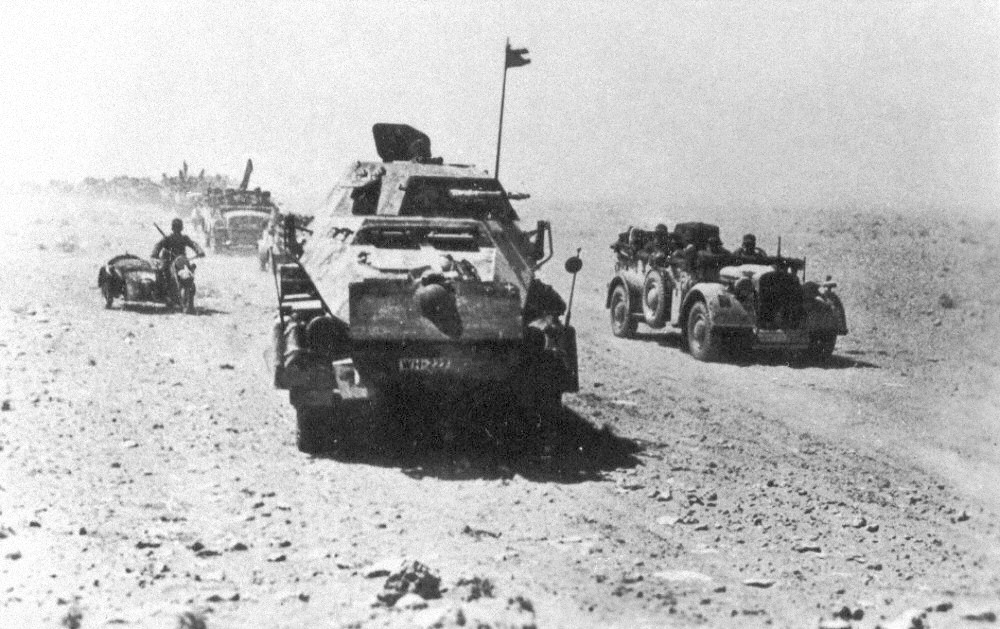
Tyska pansarvagnar rycker fram.

Rommel återvände till Nordafrika på kvällen den 25:e och satte sig omgående in i läget. Det han upptäckte var att den italienska Trentodivisionen hade förlorat hälften av sitt infanteri, den 164:e lätta divisionen hade förlorat två bataljoner; de flesta andra enheterna var hårt ansatta, alla män tilldelades bara halv ranson och många var sjuka; och hela hans armé hade bara bränsle för ytterligare tre dagars strider.
Offensiven avstannade och Churchill rasade: "Ska det verkligen vara omöjligt att hitta en general som kan vinna ett slag?" Klockan 3 på eftermiddagen inleddes ett motanfall mot Point 29 nära Tell al-Eissa. Rommel var fast besluten att återta ställningen och engagerade alla pansarenheter kring Kidney i insatsen. Flyg- och marktrupper strömmade till skådeplatsen sedan Rommel kommenderat upp 21:a pansar- och Arietedivisionerna i söder längs med Rahmanspåret. Detta visade sig vara ett svårt misstag: Britterna lyckades hålla sina positioner och därefter kunde inte Rommels trupper dra sig tillbaka på grund av bränslebrist - låsta i öppen terräng var de utlämnade åt fientliga luftangrepp.
Vid Kidney misslyckades dock britterna att utnyttja situationen - alla deras anfall stoppades av tunga pansarvärnskanoner. Å andra sidan lyckades den brittiska flottan sänka tankfartyget Proserpina i Tobruk vilket var Rommels sista förhoppning om att få bränsle till sina pansarenheter.
Dag 4: Tisdag 27 oktober 1942
Striderna var nu koncentrerade kring Tell al-Aqaqir och Kidney Ridge. Den brittiska 1:a pansardivisionens 2:a infanteribataljon intog en position som kallades Snipe sydväst om Kidneykrönet, en position som blivit en av el-Alameins legendariska insatser. Phillips vittnesmål från el-Alamein:

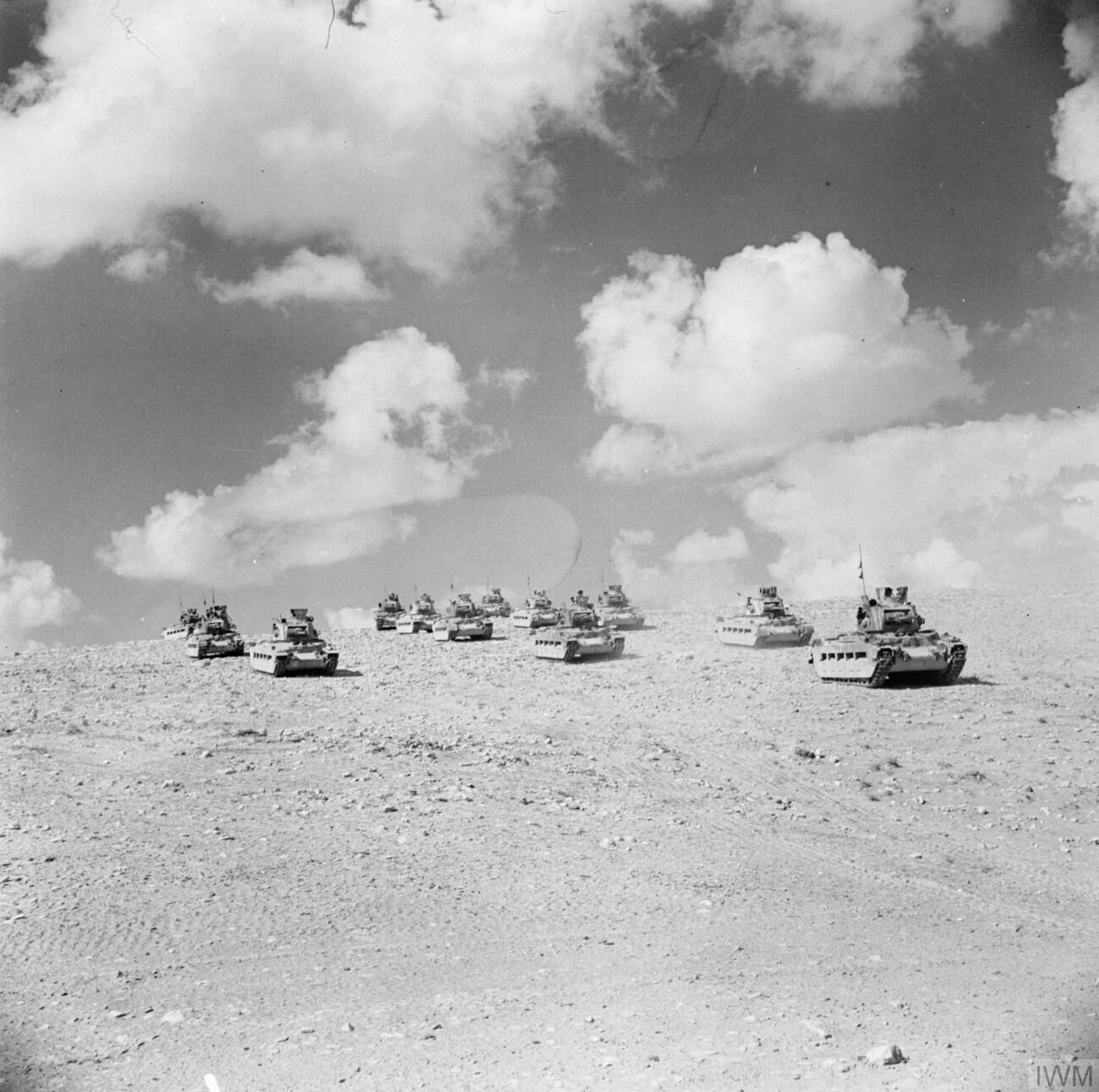
Brittiska Matildastridsvagnar tränger sig fram mot Tobruk.

Öknen dallrade av hettan. Pjäsbesättningarna och plutonerna trängdes i sina gropar och diken med svetten forsande i sina dammiga ansikten. Stanken var fruktansvärd. Flugorna svärmade som svarta moln över de döda, över exkrementer och de plågade de sårade. Utspridda i terrängen stod brinnande tanks och lastbilar, sönderslitna kanoner och fordon, och över allting drev röken och dammet från kraftiga krevader och från kanonernas eld.
Beskjutningen från kanoner och granatkastare fortsatte hela dagen. Omkring 16.00 på eftermiddagen öppnade brittiska stridsvagnar av misstag eld mot sina egna positioner och dödade många. Klockan 5 inledde Rommel sitt stora anfall. Både tyska och italienska stridsvagnar ryckte fram. Men med bara fyra funktionsdugliga kanoner lyckades den 2:a bataljonen få in fullträff på fullträff på motståndarens 40 stridsvagnar och slog ut 37 av dem. De återstående tre drog sig tillbaka men avlöstes av ett nytt anfall. Alla pansarenheter utom 9 i det andra anfallet slogs också ut. Då bara 3 kanoner och knappt någon ammunition återstod för de allierade var tyskarna tvungna att ge upp anfallet.
Dag 5-6: Onsdag-torsdag 28-29 oktober 1942
Den australiska 9:e divisionen fortsatte att tränga sig västerut förbi Tell al-Eissa fram till en fientlig postering kallad Thompson's Post söder om järnvägen och lyckades uppnå ett genombrott längs med kustvägen. Vid dagens slut hade britterna fortfarande 800 stridsvagnar i strid medan det för tyskarna bara återstod 148 och för italienarna 187 pansarenheter. Sedan tankfartyget Luisiano sänkts utanför Tobruk kunde Rommel meddela sina befäl att: "Det kommer att bli omöjligt för oss att dra oss tillbaka från fienden. Det finns inte bränsle för en sådan operation. Vi har bara ett val och det är att slåss till slutet vid el-Alamein".
Dag 7-9: Fredag 30 oktober-söndag 1 november 1942
Natten den 30 oktober innebar en fortsättning på tidigare planer, den australiska 9:e division fortsatte sitt anfall och den natten lyckades de i sitt tredje försök nå den belagda kustvägen. Under lördagen svarade Rommel med fyra motanfall mot Tompson's Post. Striderna var intensiva och utspelade sig ofta man mot man, men axeltrupperna lyckades inte vinna terräng. Söndag den 1 november försökte Rommel återigen pressa tillbaka australiensarna men de brutala och ibland desperata striderna resulterade bara i förlorat manskap och utrustning. Då insåg Rommel att slaget var förlorat. Han började planera en reträtt till Fuka några kilometer västerut. Ironiskt nog anlände då 1 200 ton bränsle som måste överges och sprängas i luften.

### Fas 4:Operation Supercharge

Montgomery övervakar sina stridsvagnars framryckning.

Denna fas inleddes den 2 november klockan 1 på natten med målet att förstöra fiendens pansardivisioner, tvinga honom till strid i öppen terräng, göra slut på hans bränsleförråd, skära av hans underhållslinjer och upplösa hans armé. Kampanjens intensitet och förstörelsen överträffade allt tidigare i det fruktansvärda slaget. Operationen syftade till att inta Tell al-Aqaqir via Rahmanspåret, fiendens viktigaste stödjepunkt. Anfallet inleddes med sju timmars flygbombning mot Tell al-Aqaqir och Sidi Abd al-Rahman följt av fyra och en halv timmes spärreld från 360 kanoner som avlossade totalt 15 000 granater. Den första framstöten ålades de stridströtta nyzeeländarna. Deras befäl general Freyberg försökte befria dem från uppgiften eftersom de var trötta och utmattade, men tvingades acceptera beslutet. I den kalla novembernatten med månen i avtagande inledde de anfallet.
Vid gryningen den 2 november slogs stridsvagn efter stridsvagn ut av de tyska 88 mm-kanonerna som fortsatte att skjuta efter sju flyganfall. Den 9:e divisionen uppnådde aldrig sitt mål och förlorade 75% av sitt manskap och 102 av sina 128 stridsvagnar. Dock hade de uppnått en bräsch och avlöstes av den 10:e kårens 1:a pansardivision under ledning av Raymond Briggs. Vid middagstid gav sig dock 120 italienska och tyska stridsvagnar in i striden på bred front. Slaget vid Aqaqirkrönet  blev el-Alameins sista pansarslag och pågick hela den dagen.
Rommel beordrade Ariete i söder att delta i försvaret av Tell al-Aqaqir som blev den sista tyska ställningen i slaget. Då natten föll fanns längs den tyska fronten bara 32 stridsvagnar. Medan Afrikakåren slogs för sin överlevnad vid Aqaqir påbörjade Rommel reträtten till Fuka.

### Fas 5:The Break Out
Rommel skickade ett meddelande till Hitler och förklarade den omöjliga situationen. Hans begäran om tillstånd att dra sig tillbaka avslogs dock och istället beordrades han hålla sina ställningar. Då von Thoma avlade en rapport till Rommel - "Jag har varit runt på slagfältet: 15:e pansar har tio stridsvagnar kvar, 21:a bara fjorton och Littorio sjutton". - läste Rommel upp Hitlers svar. Von Thoma återvände till fronten för att leda Afrikakåren och då 150 brittiska stridsvagnar anföll resterna av den 15:e och 21:a divisionen kämpade han tappert i de två enheternas ledarvagn till dess den sista stridsvagnen slagits ut. När allt var över stod von Thoma ensam intill sitt brinnande fordon på den plats som blev känd som panzer graveyard. Trots den desperata situationen höll de tyska soldaterna fast vid sina positioner och även då hela enheter slagits ut, fortsatte de överlevande att slåss. De allierade hade åstadkommit ett 20 km brett hål i den tyska fronten och Rommel konstaterade: "Om vi stannar här kommer armén inte att hålla ut i tre dagar... Om jag lyder Führerns order, föreligger risken att mina egna trupper inte kommer att lyda mig... Mina män kommer i första hand!" Rommel beordrade ett totalt tillbakadragande i strid med Hitlers order.
Dag 12: 4 november 1942
Det avslutande anfallet inleddes och de brittiska 1:a, 7:e och 10:e pansardivisionerna tog sig igenom den tyska fronten. Tyskarna retirerade och britterna hade vunnit slaget. Samma dag förintades Ariete-, Littorio- och Trieste-divisionerna. Rommel hade förlorat 55 000 man, 1 000 kanoner och 450 stridsvagnar. På den brittiska sidan var 13 500 man döda, sårade eller saknade och man hade förlorat 100 kanoner och 500 stridsvagnar. Då John Currie, vid 9:e pansarbrigaden tillfrågades var hans regemente var pekade han på 12 stridsvagnar framför sig. Generalmajor Douglas Wimberley svor: "Aldrig mer!" För Montgomery innebar slaget hans största triumf och då hans adlades tog han sig titeln "Viscount Montgomery av Alamein". Operation Torch, landstigningen i Marocko och Algeriet senare samma månad blev början på slutet för axelmakternas insatser i Nordafrika.